# Saint-Paul-de-Fenouillet
Saint-Paul-de-Fenouillet (ok.: Sant Pau de Fenolhet) – miejscowość i gmina we Francji, w regionie Oksytania, w departamencie Pireneje Wschodnie. Przez miejscowość przepływa rzeka Agly. 
Według danych na rok 1990 gminę zamieszkiwały 2214 osoby, a gęstość zaludnienia wynosiła 50 osób/km² (wśród 1545 gmin Langwedocji-Roussillon Saint-Paul-de-Fenouillet plasuje się na 171. miejscu pod względem liczby ludności, natomiast pod względem powierzchni na miejscu 77.).

## Populacja

Populacja Saint-Paul-de-Fenouillet w latach 1962-2008

## Zabytki
Zabytki na terenie gminy posiadające status monument historique:
- kościół kapituły (Église du chapître de Saint-Paul)
- Enclos canonial du chapitre de Saint-Paul